# Représentations diplomatiques de Madagascar
Cet article liste les représentations diplomatiques de Madagascar à l'étranger, en excluant les consulats honoraires.

## Galerie

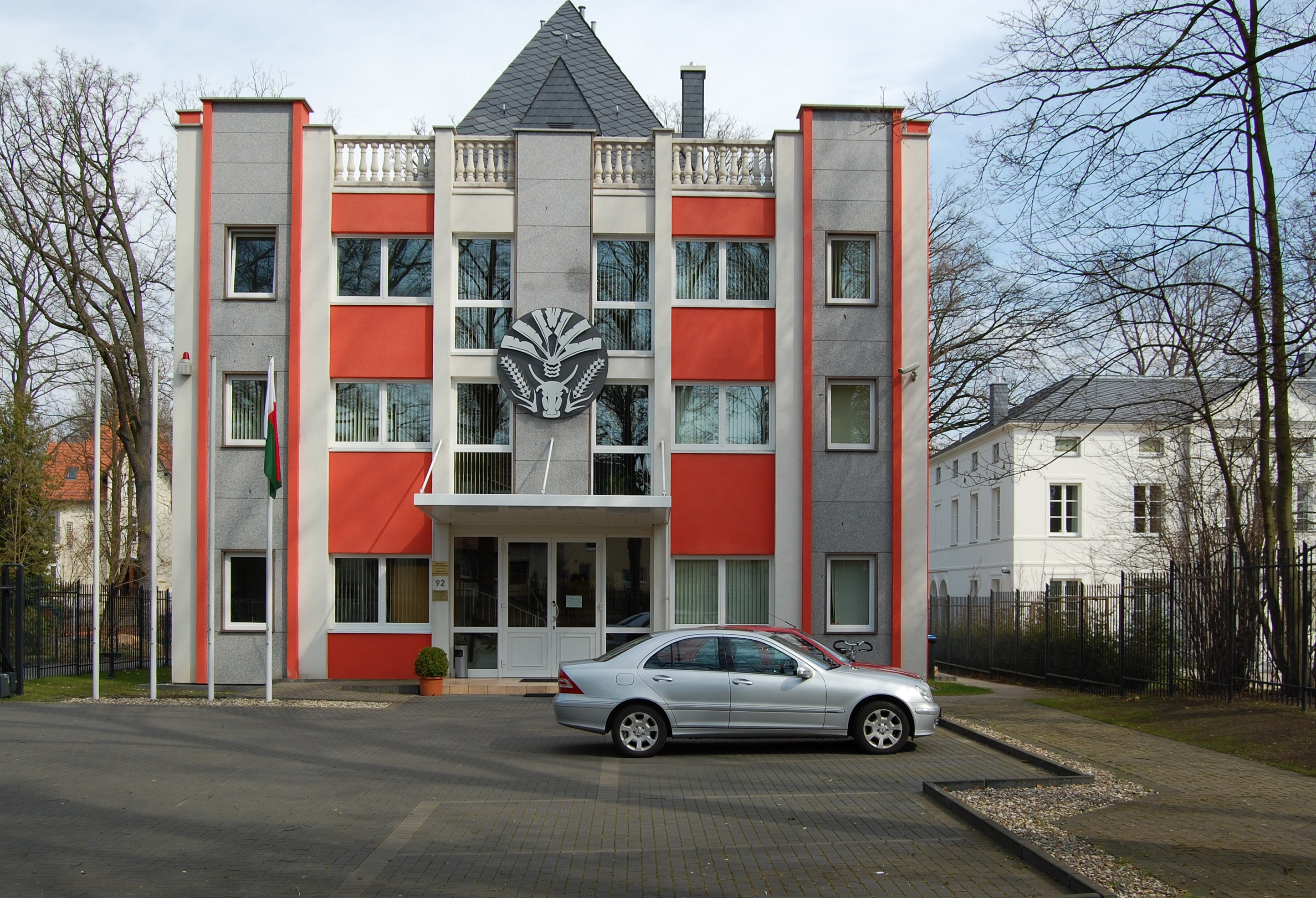
Ambassade à Berlin.
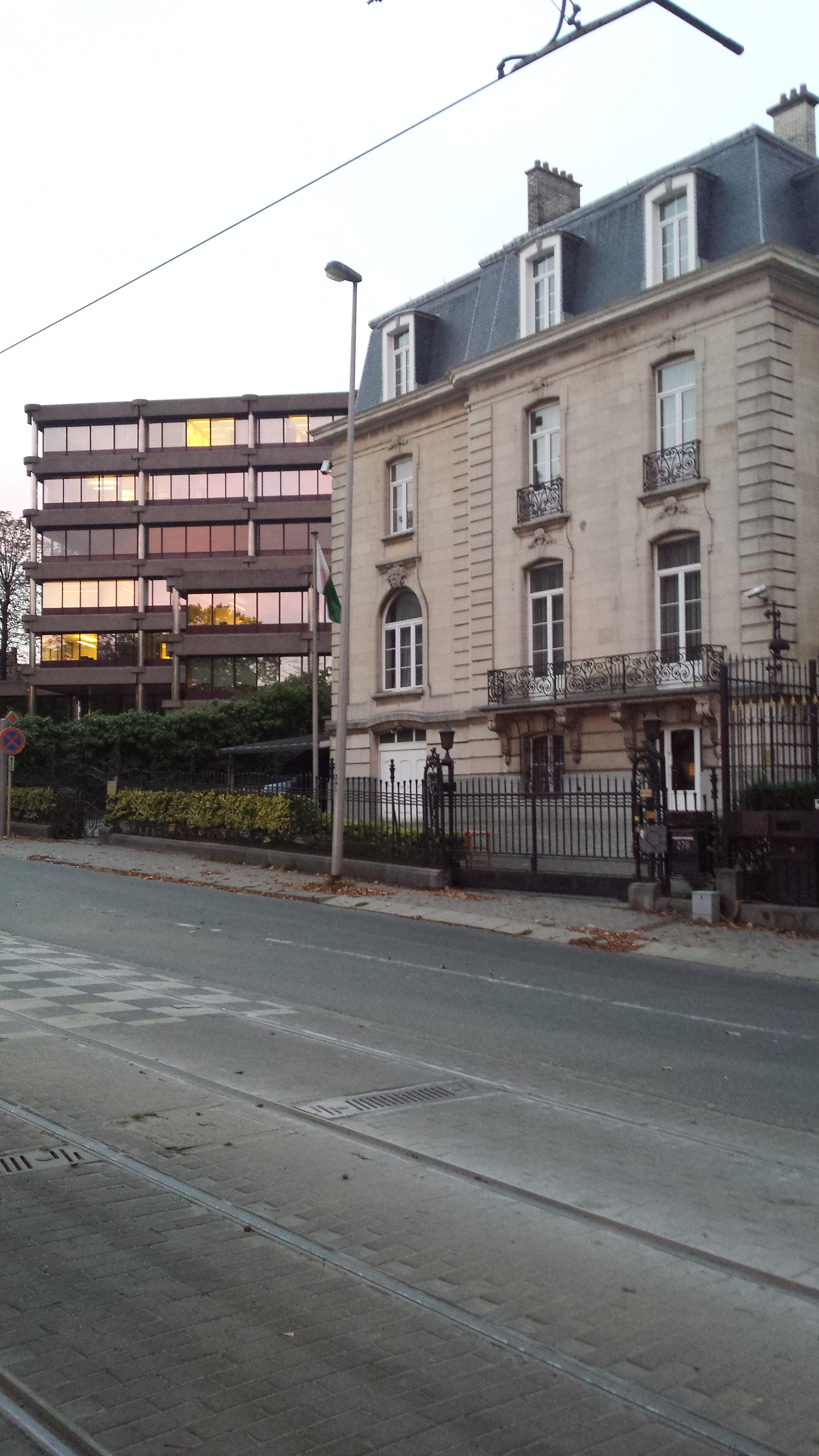
Ambassade à Bruxelles.
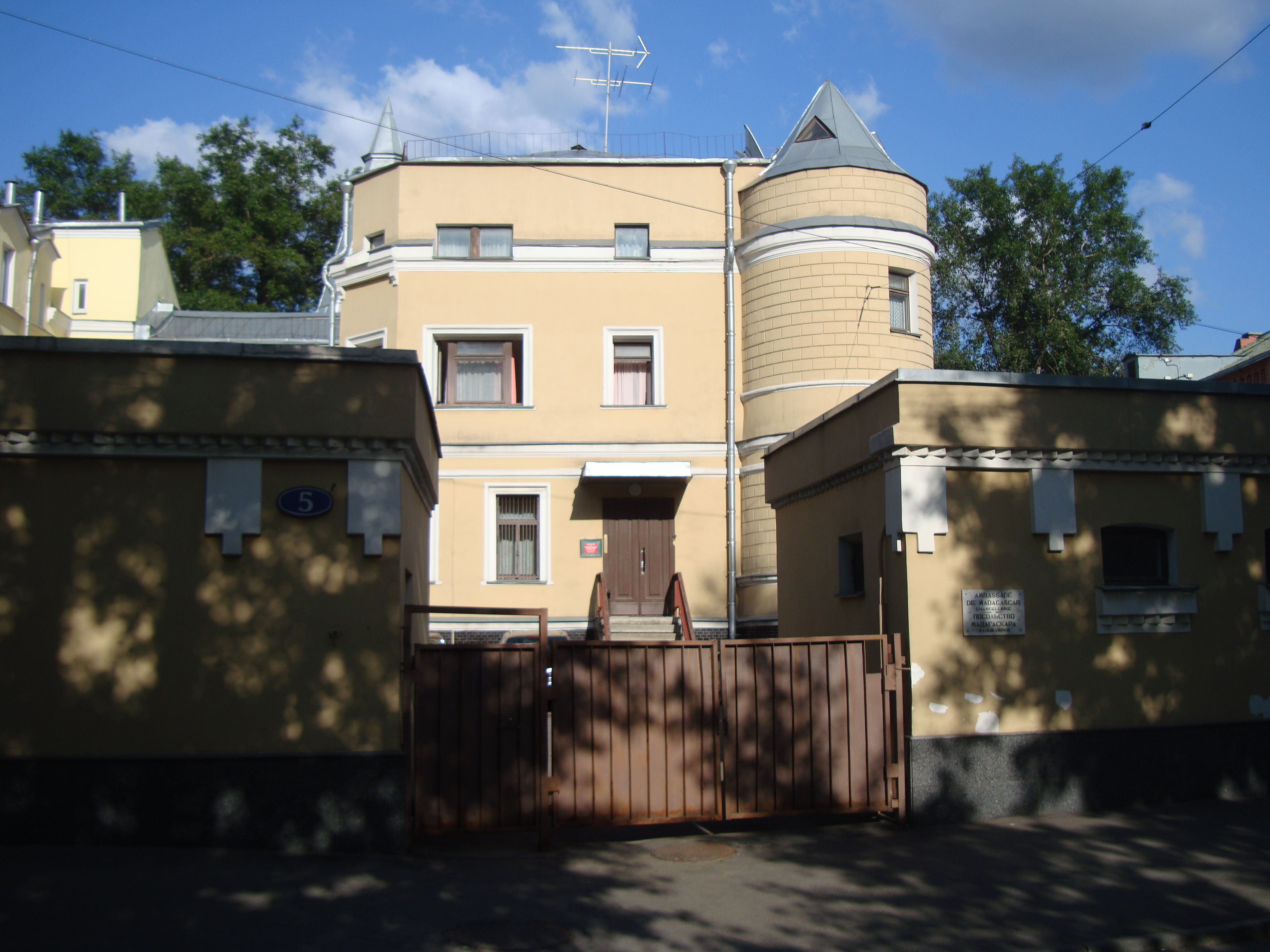
Ambassade à Moscou.
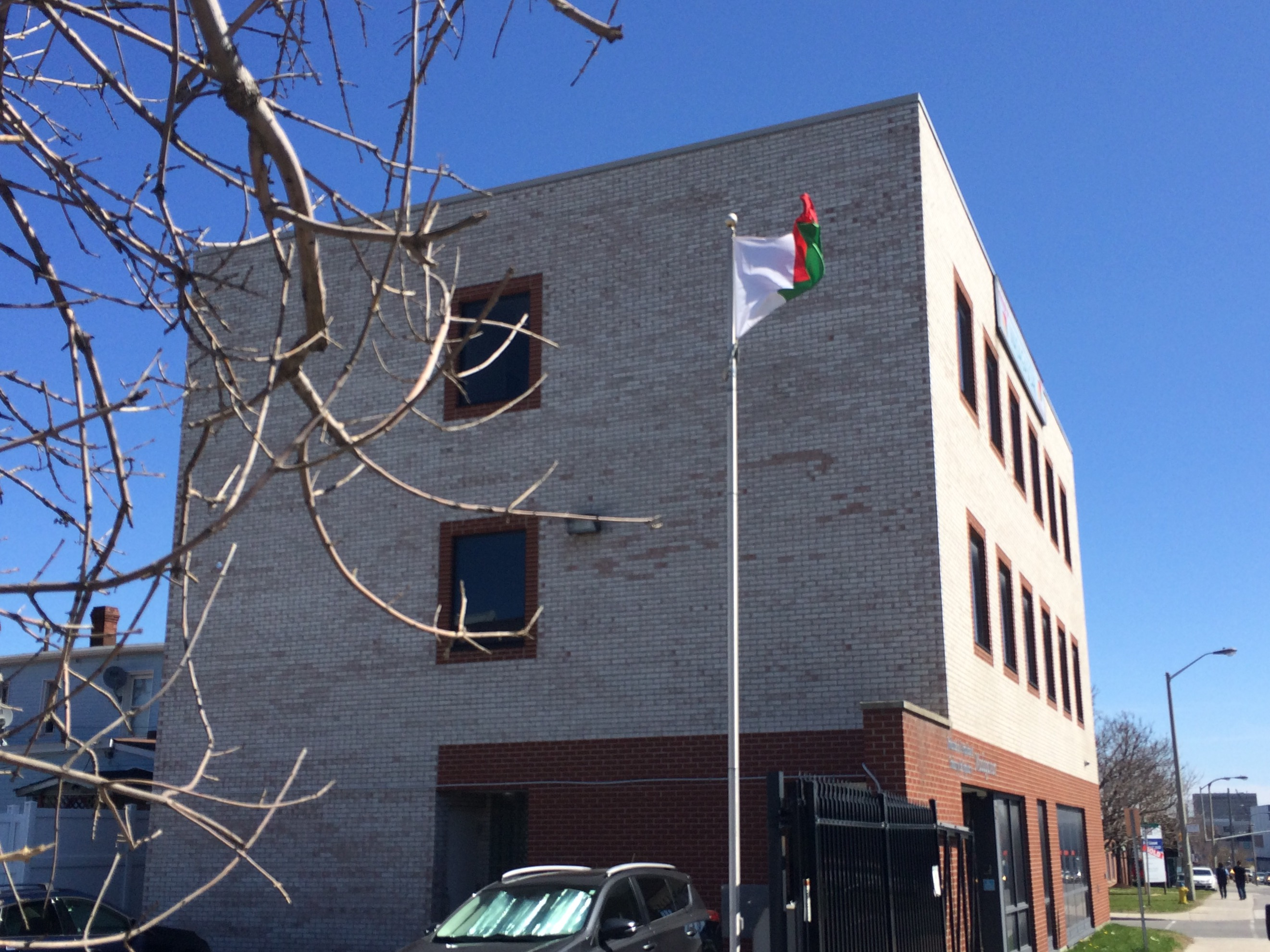
Ambassade à Ottawa.
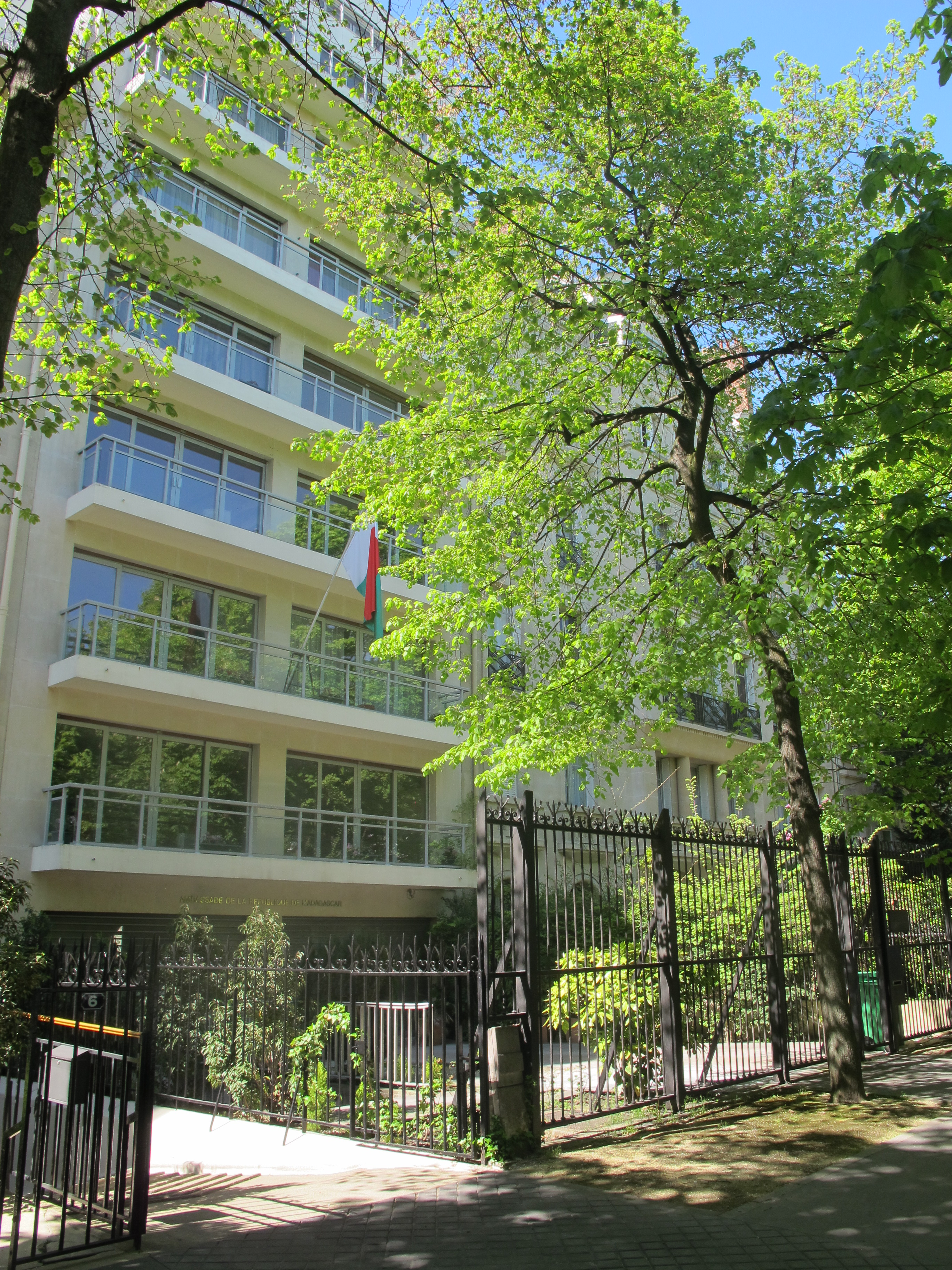
Ambassade à Paris.
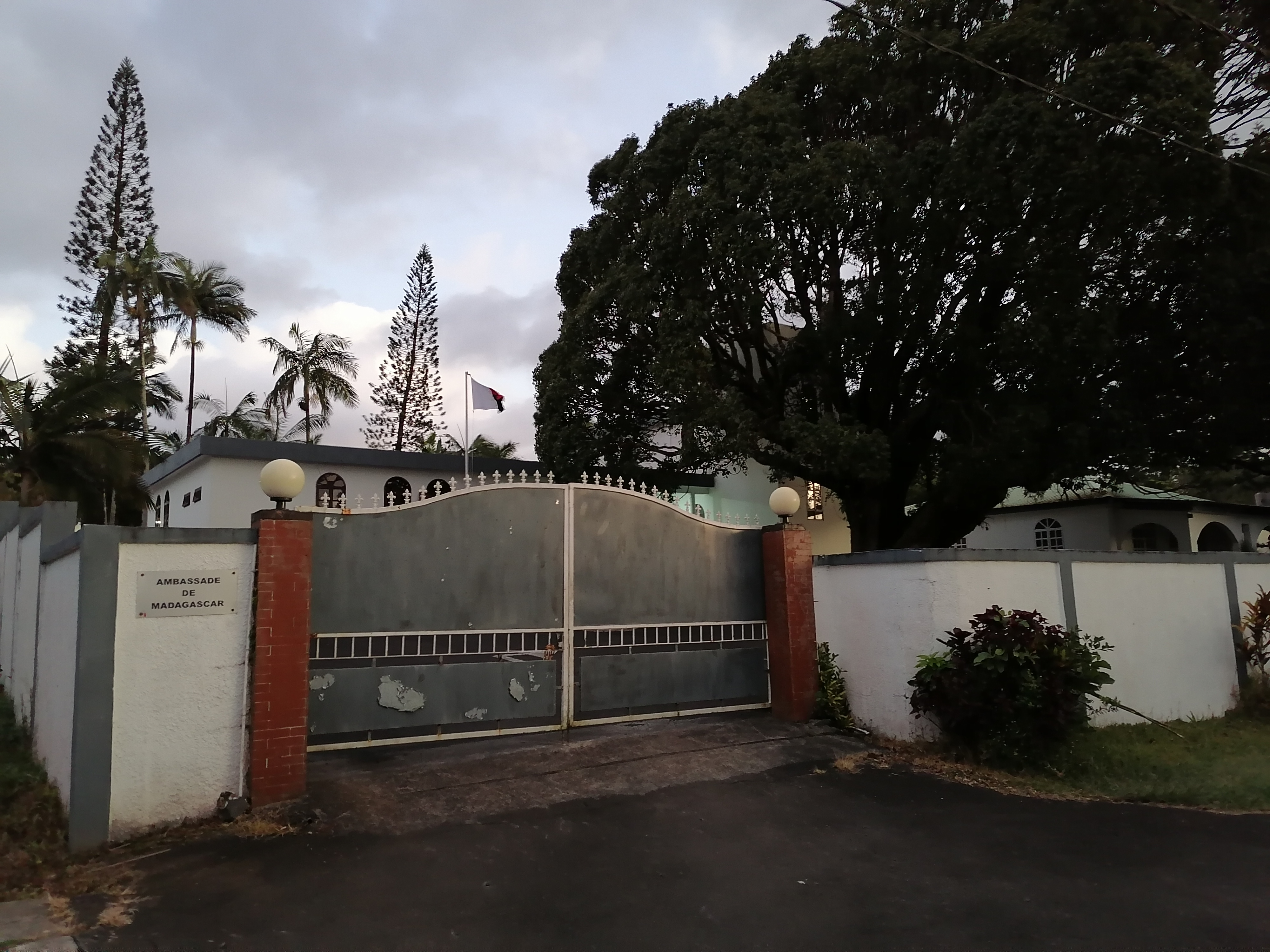
Ambassade à Port-Louis.
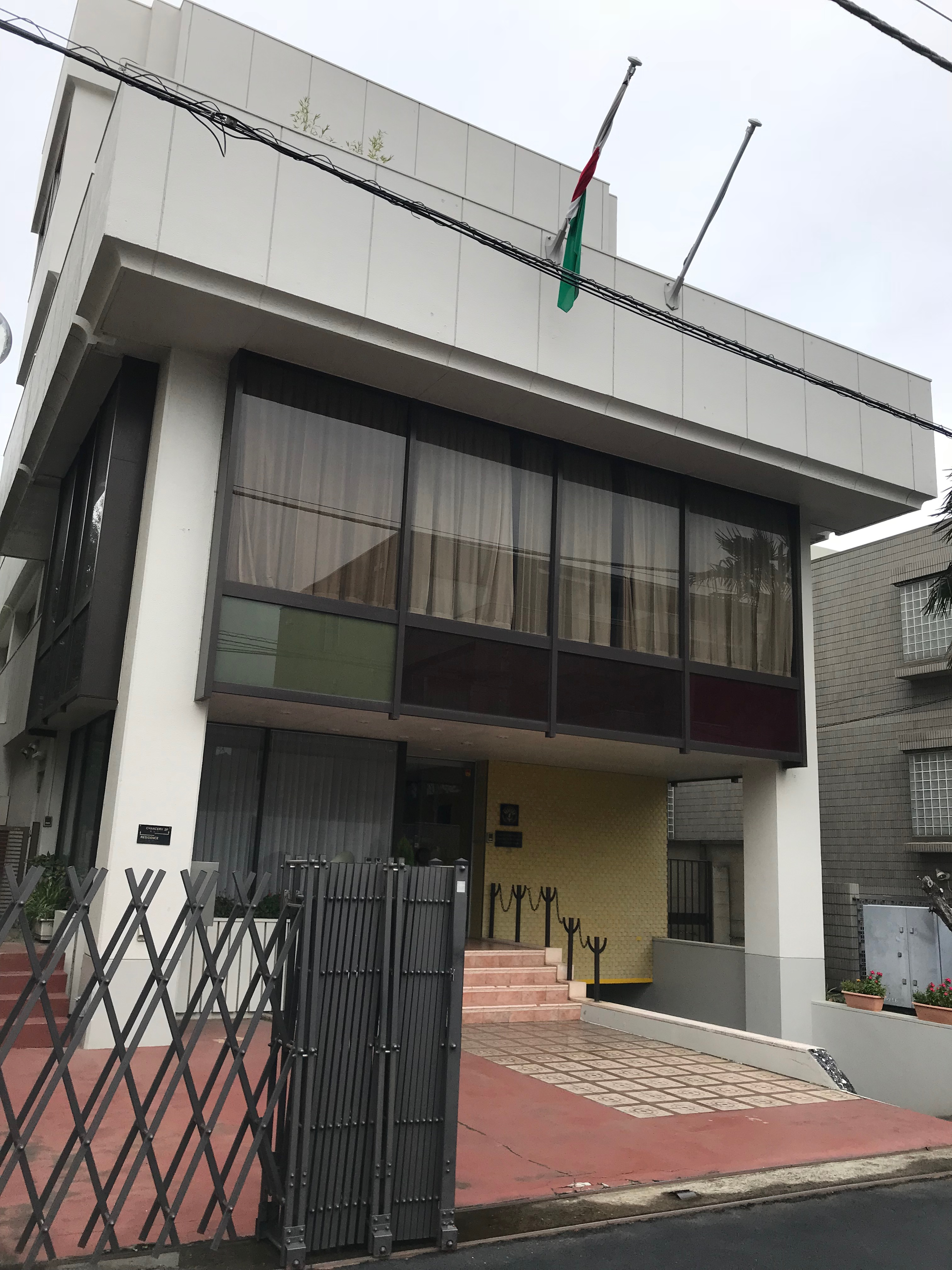
Ambassade à Tokyo.
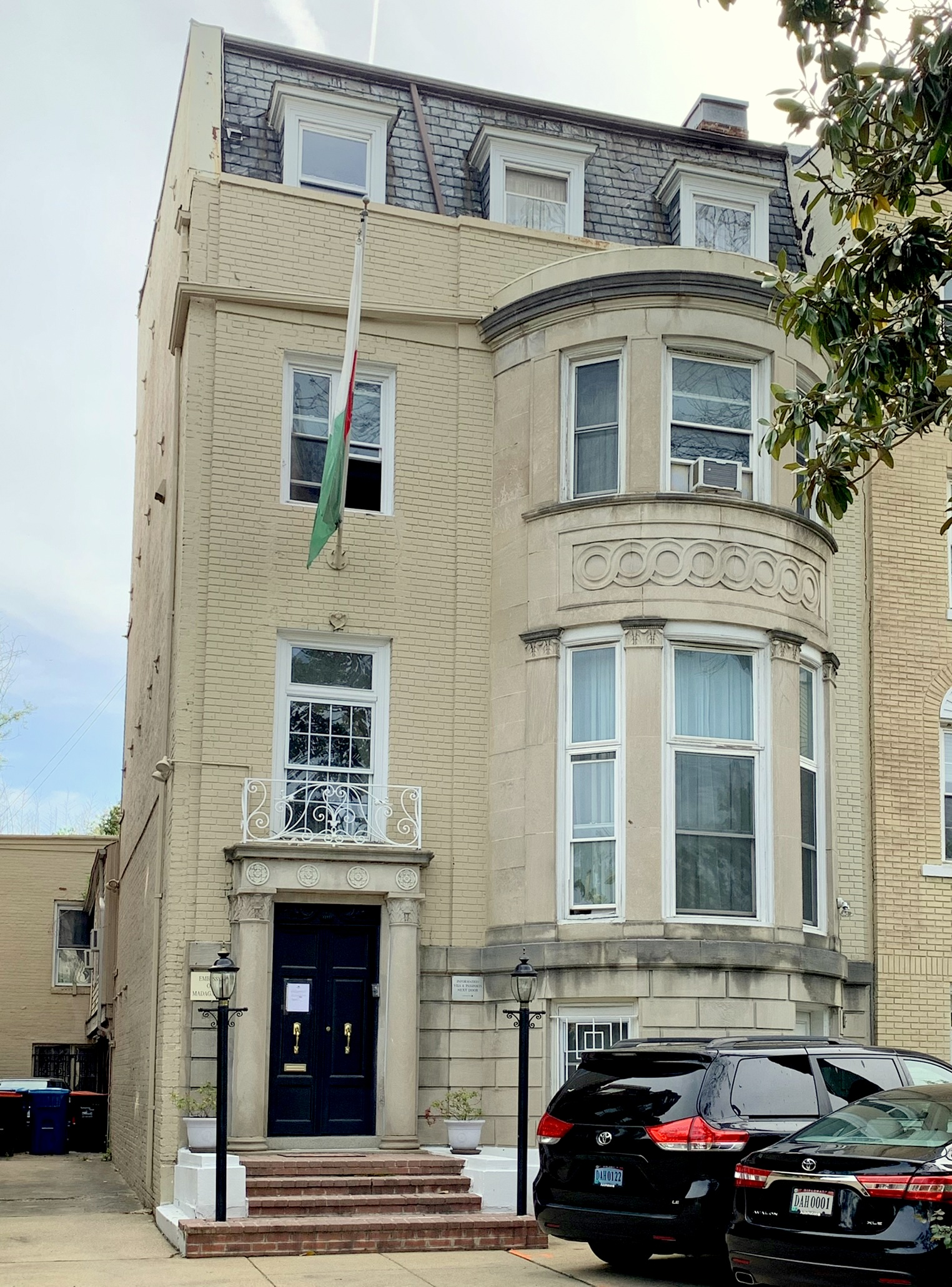
Ambassade à Washington.